# 太田浩史
太田 浩史（おおた ひろし、1968年 - ）は、日本の建築家。博士（工学）。

## 略歴
1968年東京都生まれ。1987年私立武蔵高校、1991年東京大学工学部建築学科卒業。1993年同大学大学院工学系研究科建築学専攻修士課程修了。1993-1998年、東京大学生産技術研究所助手。2000年デザイン・ヌーブ一級建築士事務所を共同設立。2003年-2008年東京大学国際都市再生研究センター特任研究員。2009年-2015年東京大学生産技術研究所講師。東京ピクニッククラブを2002年より共同主宰。2015年より株式会社ヌーブ代表取締役社長。

## 主な作品
- DUET（2002年）
- コンパクトシティのキャラバン
- 久が原のゲストハウス（2004年）
- 「PopulouSCAPE」（2004年）
- AGCスタジオ（2010年）